# Erik Leue
Erik Leue, född den 9 augusti 1985, är en tysk kanotist.
Han tog bland annat VM-guld i C-4 1000 meter i samband med sprintvärldsmästerskapen i kanotsport 2013 i Duisburg.